# Tibétain
Cette page contient des caractères tibétains. En cas de problème, consultez Aide:Unicode ou testez votre navigateur.
Pour les articles homonymes, voir Tibétain (homonymie).
Le tibétain standard (souvent appelé tibétain de Lhassa) est la forme standardisée du tibétain central, une langue parlée par plusieurs millions de locuteurs. L'université de Californie à Los Angeles (UCLA) estimait dans son UCLA Language Materials Project que le tibétain dans son ensemble possédait de 3 à 8 millions de locuteurs selon les sources. Il s'agit en fait du nombre de locuteurs des langues tibétiques, qui ne sont pas forcément intercompréhensibles. Le tibétain central dont fait partie le tibétain de Lhassa, comptait 1,2 million de locuteurs en 1990. Ces langues sont parlées dans différents pays et provinces de Chine limitrophes de la région autonome du Tibet, telles que les zones à population tibétaine du Qinghai (Amdo), du Gansu, du Sichuan et du Yunnan (Kham) et plus sporadiquement dans d'autres régions de la république populaire de Chine. La langue est également parlée dans certaines régions de pays environnants, de l'Himalaya et de l'Asie centrale, comme le Ladakh et le Sikkim en Inde, le Baltistan pakistanais, le Bhoutan et le nord du Népal. Le tibétain standard s'écrit principalement à l'aide de l'alphasyllabaire tibétain et comporte différentes romanisations, le wylie, la plus ancienne, THL, conçu aux États-Unis, utilisé généralement pour les noms propres et zangwen pinyin (ou pinyin tibétain), conçu en Chine, tenant compte des particularités tonales des langues tibétaines.

## Introduction
Le tibétain (en tibétain : peugué pour la langue parlée et peuyi pour la langue écrite ; tibétain : བོད་ཡིག, Wylie : bod yig, THL : böyik) est une langue appartenant à la famille des langues tibéto-birmanes.
Le tibétain se subdivise en un grand nombre de dialectes. Leur classification varie selon les sources. Christopher I. Beckwith par exemple distingue cinq groupes géographiques : tibétain du Nord-est, de l'Est, du Sud, du Centre, de l'Ouest.
Parmi le groupe du Centre, le dialecte de Lhassa, qui sert de lingua franca parmi les Tibétains, est une langue à tons. Toutefois, certains autres dialectes, comme le ladakhi et le tibétain de l'Amdo, n'ont pas de tons et ont des groupes de consonnes initiaux, qui reflètent ceux qui sont marqués dans l'orthographe. Le dzongkha, un autre dialecte tibétain, est la langue officielle du Bhoutan. Le balti est parlé dans le nord du district de Kargil, dans la région du Jammu et Cachemire indien.
Le tibétain est noté au moyen d'un alphasyllabaire qui, selon la tradition, aurait été créé au VIIe siècle par Thonmi Sambhota, un ministre du roi Songtsen Gampo, à partir du brahmi, écriture qui donna naissance à plusieurs langues en Inde. L'écriture tibétaine comprend trente lettres qui se combinent avec quatre signes diacritiques servant à noter les voyelles i, u, e, o. À cela s'ajoutent trois consonnes suscrites, qui permettent de changer de ton ou de supprimer une aspiration, et 4 consonnes souscrites pour noter des palatales ou des rétroflexes. Il est classé dans les écritures brahmiques
Parmi les langues tibéto-birmanes, le tibétain est l'une des plus anciennement attestées, avec le tangoute, le birman, le néware et le meitei.
Le vocabulaire tibétain classique comprend des emprunts à de nombreuses langues, principalement l'ouïghour, le mongol, le chinois et les langues indiques, mais également d'autres langues telles que le persan, l'arabe, le turc ou le mandchou.
Le fondateur des études tibétaines en Europe est le savant hongrois Alexandre Csoma de Körös, auteur d'un dictionnaire et d'une grammaire du tibétain classique. Son œuvre fut poursuivie par le premier tibétologue français, Philippe-Édouard Foucaux (1811-1894).
Langue classique du bouddhisme de la Haute-Asie, le tibétain véhicule depuis le VIIIe siècle une riche littérature.

## Enseignement et usage

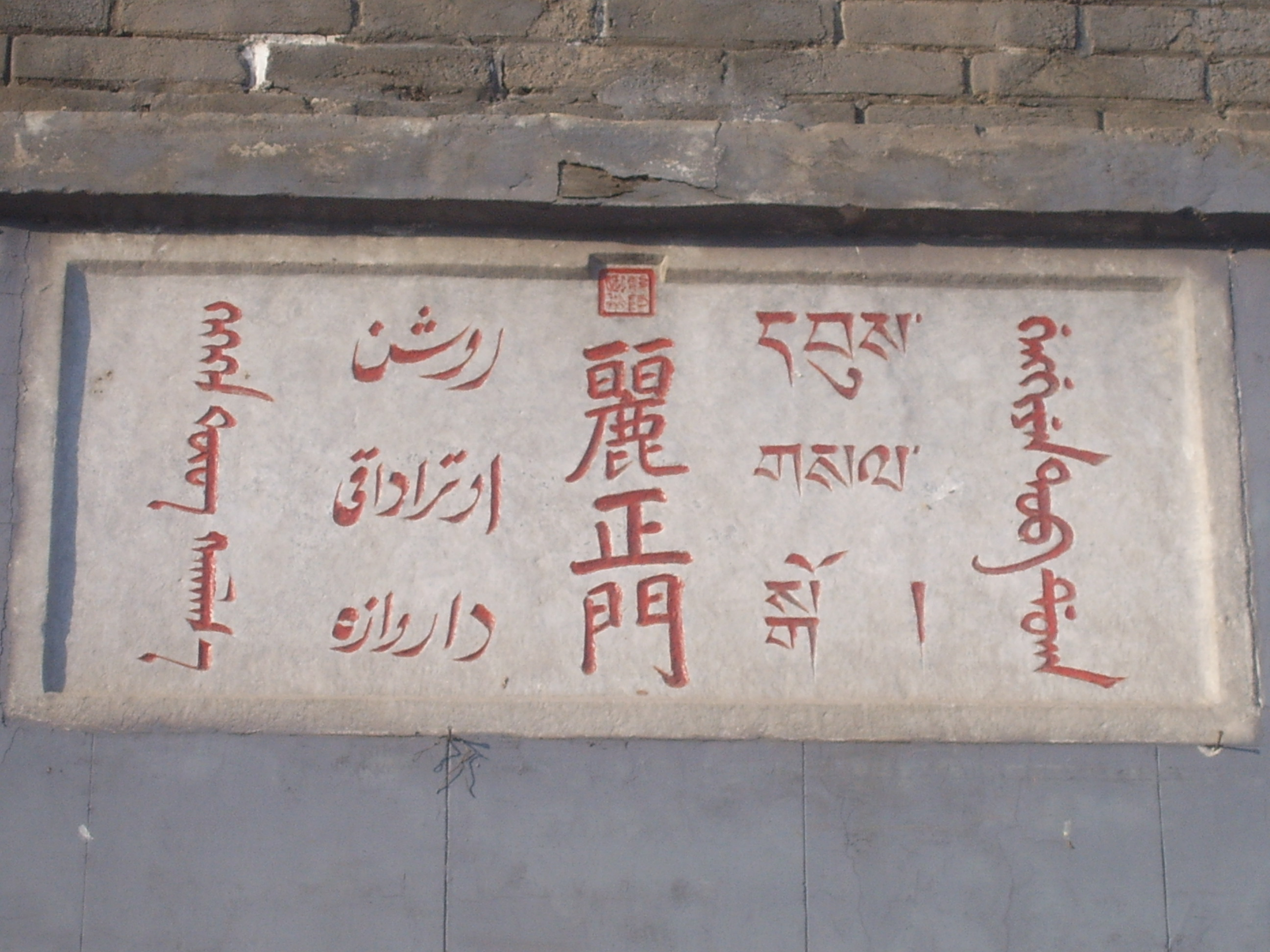
Les cinq langues de la dynastie Qing (palais d'été à Chengde) : de gauche à droite, le mongol bitchig, l'ouïghour, le chinois han, le tibétain et le mandchou, témoin de l'importance passée du tibétain dans l'Empire chinois, dans cette ville abritant aussi le Petit Potala. La traduction de 麗正門 est Porte de la Beauté et de la Droiture.

Dans une bonne partie du Tibet, l'enseignement dans le primaire se fait principalement ou entièrement en tibétain, l'enseignement bilingue commençant rarement avant que les élèves atteignent le secondaire. Toutefois, le chinois est la langue d'enseignement de la plupart des écoles secondaires tibétaines. Les élèves qui continuent ensuite dans le supérieur ont la possibilité d'étudier les disciplines relatives aux sciences humaines dans une des facultés pour les minorités d'autres provinces. En revanche, dans les écoles tibétaines de Dharamsala en Inde, les directives du Ministère du développement des ressources humaines exigent que les matières soient enseignées en anglais à partir du secondaire[citation nécessaire].
Afin de renforcer la présence des enfants à l'école et d'élever leur niveau d'éducation et de réduire ainsi l'illettrisme, il a été permis aux familles de conserver un enfant par foyer pour le travail des champs. De la même façon, cela permet d'en envoyer tout de même trois à l'école pour une famille de quatre enfants, les études monastiques ont été interdites aux enfants, avant qu'ils n'aient passés l'enseignement de base, même si cela n'a pas été strictement appliqué. Afin de réduire les frais de scolarité, des aliments sont donnés aux enfants pour les élèves devant parcourir plus de 2 km pour rejoindre leur foyer. Des vêtements scolaires et couvertures sont également donnés aux enfants en pension.
Selon le linguiste et tibétologue Nicolas Tournadre, l'usage de la langue tibétaine écrite a régressé durant la révolution culturelle au Tibet où elle était interdite. Elle a pris un nouvel essor dans les années 1980 mais régresse de nouveau depuis le milieu des années 1990 en raison de la prédominance du chinois dans l'éducation. Un nouveau règlement pour protéger la langue tibétaine est adopté le 22 mai 2002, sans toutefois obtenir le résultat escompté. Les jeunes dans les zones urbaines parlent le plus souvent un mélange tibéto-chinois.
Nicolas Tournadre écrit qu'« en moins de cinquante ans, la langue tibétaine est devenue une langue menacée, condamnée à un déclin irréversible, voire à la disparition en deux générations si la politique linguistique actuelle est maintenue. La responsabilité du gouvernement régional et du gouvernement central est, dans ce domaine, évidente. ». Le linguiste Claude Hagège mentionne la langue tibétaine dans l'article « C'est ainsi que les langues meurent » publié dans L'Histoire[Passage problématique]. Le linguiste Jacques Leclerc considère aussi que la langue tibétaine est en voie de régression constante du fait qu'elle n'est plus valorisée, au contraire, et qu'elle est devenue inutile sur le marché du travail.
En 2003, le professeur de l'université des sciences et techniques de Hong Kong Barry Sautman, affirme qu'aucune des études récentes sur les langues en péril ne donne le tibétain comme langue en danger. Pour lui, le maintien de la langue chez les Tibétains tranche avec l'érosion des langues dans les régions marginales des états occidentaux réputés pour leur politique tolérante. Les affirmations selon lesquelles les écoles primaires de la RAT enseignent le mandarin standard sont erronées. En 1996, Le tibétain était la principale langue d'enseignement dans 98 % des écoles primaires, et actuellement le mandarin standard est introduit dans les premières années uniquement dans les écoles urbaines.
Le tibétologue Elliot Sperling est d'avis, pour sa part, que « Dans certaines limites, la république populaire de Chine fait quelques efforts pour laisser s'exprimer une expression culturelle tibétaine » et « l'activité culturelle qui a lieu sur l'ensemble du plateau tibétain ne peut être ignorée. ». En 2012, Katia Buffetrille fait partie des « 80 spécialistes mondiaux du Tibet » qui demandent à Xi Jinping d'intervenir pour sauver la langue tibétaine.
Selon Stéphane de Tapia, directeur de recherche au CNRS, le tibétain n'est parlé que par environ 1 million de Tibétains sur les près de 5 millions que compte la Chine et la langue tibétaine centrale, langue classique et littéraire, mais aussi langue religieuse, est devenue la langue d'usage pour la diaspora tibétaine.

### Interdiction d'enseignement dans le Kham
Les autorités chinoises interdisent les cours de langue tibétaine dans les écoles primaires dans la préfecture autonome tibétaine de Garzê, appartenant à l'ancienne province tibétaine du Kham, à partir de 2024, suscitant l'inquiétudes quant aux droits des Tibétains à préserver leur culture et leur identité.

## Alphasyllabaire

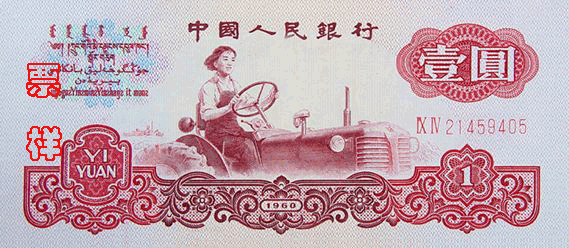
écritures mongole, tibétaine, ouïghour et zhuang en haut à gauche et chinois han, en haut au centre, d'un billet de 1 yuan de 1980.

Sous Unicode, les caractères tibétains sont codés de 0F00 à 0F7F.
Voici l'alphasyllabaire tibétain, en dbu can (caractères d'imprimerie), dbu med (écriture cursive) et en translittération Wylie.
| en fr  | 0 | 1 | 2 | 3 | 4 | 5 | 6 | 7 | 8 | 9 | A | B | C       | D | E | F |
| ------ | - | - | - | - | - | - | - | - | - | - | - | - | ------- | - | - | - |
| U+0F00 | ༀ | ༁ | ༂ | ༃ | ༄ | ༅ | ༆ | ༇ | ༈ | ༉ | ༊ | ་ | ༌ INSÉC | ། | ༎ | ༏ |
| U+0F10 | ༐ | ༑ | ༒ | ༓ | ༔ | ༕ | ༖ | ༗ | བ༘ | བ༙ | ༚ | ༛ | ༜       | ༝ | ༞ | ༟ |
| U+0F20 | ༠ | ༡ | ༢ | ༣ | ༤ | ༥ | ༦ | ༧ | ༨ | ༩ | ༪ | ༫ | ༬       | ༭ | ༮ | ༯ |
| U+0F30 | ༰ | ༱ | ༲ | ༳ | ༴ | བ༵ | ༶ | བ༷ | ༸ | བ༹ | ༺ | ༻ | ༼       | ༽ | བ༾ | བ༿ |
| U+0F40 | ཀ | ཁ | ག | གྷ | ང | ཅ | ཆ | ཇ |   | ཉ | ཊ | ཋ | ཌ       | ཌྷ | ཎ | ཏ |
| U+0F50 | ཐ | ད | དྷ | ན | པ | ཕ | བ | བྷ | མ | ཙ | ཚ | ཛ | ཛྷ       | ཝ | ཞ | ཟ |
| U+0F60 | འ | ཡ | ར | ལ | ཤ | ཥ | ས | ཧ | ཨ | ཀྵ | ཪ | ཫ | ཬ       |   |   |   |
| U+0F70 |   | བཱ | བི | བཱི | བུ | བཱུ | བྲྀ | བཷ | བླྀ | བཹ | བེ | བཻ | བོ       | བཽ | བཾ | བཿ |
| U+0F80 | བྀ | བཱྀ | བྂ | བྃ | བ྄ | ྅ | བ྆ | བ྇ | ྈ | ྉ | ྊ | ྋ | ྌ       | བྍ | བྎ | བྏ |
| U+0F90 | བྐ | བྑ | བྒ | བྒྷ | བྔ | བྕ | བྖ | བྗ |   | བྙ | བྚ | བྛ | བྜ       | བྜྷ | བྞ | བྟ |
| U+0FA0 | བྠ | བྡ | བྡྷ | བྣ | བྤ | བྥ | བྦ | བྦྷ | བྨ | བྩ | བྪ | བྫ | བྫྷ       | བྭ | བྮ | བྯ |
| U+0FB0 | བྰ | བྱ | བྲ | བླ | བྴ | བྵ | བྶ | བྷ | བྸ | བྐྵ | བྺ | བྻ | བྼ       |   | ྾ | ྿ |
| U+0FC0 | ࿀ | ࿁ | ࿂ | ࿃ | ࿄ | ࿅ | བ࿆ | ࿇ | ࿈ | ࿉ | ࿊ | ࿋ | ࿌       |   | ࿎ | ࿏ |
| U+0FD0 | ࿐ | ࿑ | ࿒ | ࿓ | ࿔ | ࿕ | ࿖ | ࿗ | ࿘ | ࿙ | ࿚ |   |         |   |   |   |
| U+0FE0 |   |   |   |   |   |   |   |   |   |   |   |   |         |   |   |   |
| U+0FF0 |   |   |   |   |   |   |   |   |   |   |   |   |         |   |   |   |

## L'écriture Phagspa
L'écriture Phagspa, alphasyllabaire, fut créée par le lama tibétain Phagspa à la demande du khagan Kubilai Khan au début de la dynastie Yuan en Chine impériale, comme écriture unifiée pour toutes les langues de l'Empire mongol. Phagspa la dériva de son écriture natale, l'écriture tibétaine, elle est surtout utilisée pour écrire les langues mongoles durant cette période et tomba en désuétude quand la dynastie Yuan fut réduite à la dynastie Yuan du Nord par la dynastie Ming.

## Lexique

### Cardinaux
Le tableau ci-après donne les nombres cardinaux en tibétain, en birman, en cantonais, en shanghaïen, en coréen (langue non sino-tibétaine, mais utilisant deux systèmes de numération, l'un d'origine coréenne, l'autre d'origine chinoise, donné ici), en japonais (langue non sino-tibétaine, mais dont la prononciation on'yomi vient des langues chinoises, une version kun'yomi, typiquement japonaise, est également utilisée dans cette langue pour 4 (yon) et 7 (nana)), en mandarin (une langue chinoise récente), et leur traduction en français :
 (juin 2018).
- Si vous ne connaissez pas le sujet, laissez ce bandeau (vous pouvez alors contacter les auteurs).
- Si vous supprimez le contenu mis en cause (vous pouvez préalablement contacter les auteurs),

argumentez précisément cette suppression dans la page de discussion
(un manque de référence n'est pas un argument ; une recherche réelle de référence doit avoir été effectuée, être formellement documentée).
| Tibétain         | Birman        | Proto-sino-tibétain  | Cantonais | Shanghaïen | Coréen     | Japonais                       | Mandarin | Français |
| ---------------- | ------------- | -------------------- | --------- | ---------- | ---------- | ------------------------------ | -------- | -------- |
| གཅིག, gcig, chik  | ထိ thi/ထာ tha   | *tjak ~ g-t(j)ik     | 一 jat    | 一 iq      | 一 일 il   | 一 (いち/[ichi])               | 一 yī    | un       |
| གཉིས, gnyis, nyi  | ဟနိ hni        | *g/s-ni-s            | 二 i      | 二 gnî     | 二 이 i    | 二 (に/[ni])                   | 二 èr    | deux     |
| གསུམ, gsum, sum   | ထဩုန thoun     | *g-sum               | 三 sam    | 三 se      | 三 삼 sam  | 三 (さん/[san])                | 三 sān   | trois    |
| བཞི, bzhi, shyi   | လေိ lei         | *b-ləj               | 四 sei    | 四 sŷ      | 四 사 sa   | 四 (し/[shi] よん/[yon])       | 四 sì    | quatre   |
| ལྔ, lnga, nga     | င nga         | *l/b-ŋa              | 五 ng     | 五 nĝ      | 五 오 o    | 五 (ご/[go])                   | 五 wǔ    | cinq     |
| དྲུག, drug, druk   | ဆဩ chao       | *d-k-ruk             | 六 lok    | 六 loq     | 六 육 yuk  | 六 (ろく/[roku])               | 六 liù   | six      |
| བདུན, bdun, dün   | ကုန ဟနိ kun hni | *s-ni-s              | 七 tsat   | 七 tsiq    | 七 칠 chil | 七 (しち/[shichi] なな/[nana]) | 七 qī    | sept     |
| བརྒྱད, brgyad, gyé | သဟိတ shit      | *b-r-gjat ~ b-g-rjat | 八 pat    | 八 paq     | 八 팔 pal  | 八 (はち/[hachi])              | 八 bā    | huit     |
| དགུ, dgu, gu      | ကဩ ko         | *d/s-kəw             | 九 kau    | 九 cioê    | 九 구 gu   | 九 (く/[ku] きゅう/[kyû])      | 九 jiǔ   | neuf     |
| བཅུ, bcu, chu     | သေ se          | *ts(j)i(j) ~ tsjaj   | 十 sap    | 十 zaq     | 十 십 sip  | 十 (じゅう/[jû])               | 十 shí   | dix      |

Dans les travaux scientifiques et astrologiques, les chiffres, comme dans le sanskrit védique, sont exprimés par des mots symboliques,.
| Chiffres tibétains        | ༠ | ༡ | ༢ | ༣ | ༤ | ༥ | ༦ | ༧ | ༨ | ༩ |
| Chiffres arabes européens | 0 | 1 | 2 | 3 | 4 | 5 | 6 | 7 | 8 | 9 |

## Apprendre le tibétain
- Parlons tibétain, Gilbert Buéso. Éditions L'Harmattan, 1998,  (ISBN 978-2-7384-7245-8).
- Manuel de tibétain standard : Langue et civilisation (+ 2 CD), Nicolas Tournadre et Sangda Dorjé, éditions L'Asiathèque, 2003,  (ISBN 2-911053-67-2).
- L'écriture du tibétain classique; Les cahiers de tib'études (en 3 volumes), Dominique Thomas, Éditions Dzambala, 1997,  (ISBN 2-90 6940-16-X)
- Nicolas Tournadre, « The Tibetic languages and their classification (preprint) », dans Trans-Himalayan Linguistics: Historical and Descriptive Linguistics of the Himalayan Area, 2014, 103–129 p. (ISBN 978-3-11-031074-0, lire en ligne)